# Delitto sull'autostrada (film 1938)
Delitto sull'autostrada (Mordsache Holm ) è un film del 1938, diretto da Erich Engels.

## Produzione
Il film fu prodotto dalla Neue Film Erich Engels.

## Distribuzione
Distribuito dalla Terra-Filmkunst, il film fu presentato in prima a Regensburg il 18 giugno 1938,